# Інтерв'ю з вампіром (роман)
«Інтерв'ю з вампіром» (англ. Interview with the Vampire — фантастичний роман американської письменниці Енн Райс, перший том циклу «Вампірські хроніки». В романі вампір Луї розповідає молодому репортерові Деніелу Моллі історію свого життя. Райс написала цей роман в 1973 році, а вперше він був надрукований в 1976.
«Інтерв'ю з вампіром» надрукований тиражем близько 8 млн копій.
У 1994 році на основі роману зняли фільм «Інтерв'ю з вампіром: Хроніка життя вампіра», який став блокбастером.
У 2022 році вийшов 1 сезон серіалу «Інтерв'ю з вампіром», який має невдовзі отримати своє продовження.

## Сюжет
Розповідь починається неподалік від Нового Орлеана в 1791 році. Двадцятип'ятирічний Луї, власник плантацій індигофери страждає через самогубство свого брата і звинувачує себе в його смерті. Він став цинічним і відчайдушним, бажає смерті для звільнення від страждань, але у Луї бракувало духу накласти на себе руки. Він почав часто навідуватися до таверни, борделю та інших небезпечних місць. У цьому стані його знаходить вампір Лестат і перетворює його.
Після цього Лестат живе в Пон дю Лак, фамільній плантації Луї, куди перевозить і свого батька маркіза Оверньє. Лестат без жодних докорів сумління вбиває сотні людей, в той час як Луї не може звикнути до цього і п'є кров тварин. Тим часом раби починають щось підозрювати. Спалахує повстання і вампіри змушені втекти з маєтку. За наполяганням Лестата Луї вбиває Оверньє, а потім спалює власний будинок. Сховавшись на одну ніч у колишньої коханої Луї, яку він називає «Бабетта», вампіри їдуть в Новий Орлеан.
Одного разу, блукаючи по нічному місту, Луї виявляє п'ятирічну дівчинку, яка плаче поруч з трупом матері, яка померла від чуми. Луї не може стриматися і п'є кров дитини, але приходить в жах від свого вчинку і відкидає дівчинку на підлогу. Вмираючу Клодію відвозять до лікарні для дітей-сиріт. Трохи пізніше Лестат викуповує її і перетворює на вампіра, розуміючи, що тепер Луї не покине його. Подальші шістдесят років вони живуть разом.
За цей час Клодія анітрохи не змінилася. Вона мислить і відчуває, як доросла жінка, але її тіло, як і раніше залишається як у п'ятирічної дитини. Зрозумівши, що вона завжди буде виглядати як маленька дівчинка, Клодія зненавиділа свого творця. Вона замишляє вбити Лестата. Вампірка підносить своєму названому батькові дар у вигляді двох сиріт, опоєних полином і настоянкою опію, що сильно послаблює його самопочуття, вона розрізає йому горло і пронизує ножем груди. Разом з Луї вони скидають тіло в болото поблизу річки Міссісіпі. Однак незабаром з'ясовується, що Лестат зовсім не помер, і він нападає на них. У спробі врятуватися Луї підпалює квартиру і рятується з Клодією втечею. Вважаючи, що в Америці вони єдині вампіри, пара вирушає на пошуки вампірів «Старого Світу».
Прибувши до Європи, Луї і Клодія довго не можуть знайти жодного вампіра. Далі вони стикаються з дикими нерозумними кровожерами в Східній Європі і лише досягнувши Парижа знаходять Армана і Театр Вампірів, в якому він фактично є головним. Вампіри-актори маскуються під людей і харчуються ними ж на сцені перед публікою, яка думає, що все це просто дуже реалістична гра. Один з акторів трупи, Сантьяго, підозрює Клодію і Луї в убивстві їх творця. Від Армана Луї дізнається, що існує негласне правило, згідно з яким, вампір, що убив собі подібного, підлягає знищенню.
Поступово Арман заворожує Луї, ненав'язливо притягаючи до себе. Арман хоче «звільнити» його від Клодії. У безвиході, розуміючи майбутню самотність і свою уразливість, Клодія просить Луї зробити паризьку даму Мадлен вампіром. Спочатку Луї відмовляється, але незабаром піддається її умовлянням. Деякий час вампіри спокійно живуть втрьох.
Але з'являється Лестат. Він звинувачує Клодію в навмисному вбивстві і бажає отримати Луї назад. Вампіри театру на чолі з Сантьяго хапають трійцю. Мадлен і Клод засуджують до спалення сонцем, Луї ж замикають в труні і замуровують цеглинами. Через деякий час Арман знаходить і звільняє Луї, але для жінок вже занадто пізно — тіла Мадлен і Клодии спалені променями сонця, що сходить. Луї спустошений, жага помсти з'їдає його. За чверть години до світанку, не дивлячись на небезпечний для себе час, він пробирається в театр, підпалює його і перерізає косою всіх мешканців.
Луї і Арман разом їдуть з Парижа і подорожують по Греції, Італії, Малій Азії і Нью-Йорку. На початку XX століття Луї разом з новим компаньйоном повертається в Новий Орлеан. Одного разу Арман признається, що Лестат живий, бо за кілька днів до пожежі виїхав з міста. Дізнавшись це, Луї розуміє, що більше не потребує Армана, і той, відчувши це, залишає його. Незабаром Луї знаходить спотвореного і ледь виживаючого Лестата. Той майже благає залишитися з ним, але Луї відмовляється.
Всю цю історію Луї розповідає молодому репортерові Деніелу Моллі. Вражений, Деніел просить передати йому силу вампіра. Луї, розуміючи що його помилки нічому не навчили репортера, в люті прокушує його шию і зникає. Деніел приходить до тями, прокручує запис, знаходить в ньому згадку адреси Лестата в Новому Орлеані і сідає в свій автомобіль, маючи на меті знайти вампіра.

## Екранізація
У 1994 році вийшов фільм «Інтерв'ю з вампіром: Хроніка життя вампіра», режисером якого став Ніл Джордан. Головні ролі виконали — Бред Пітт (Луї), Том Круз (Лестат), Кірстен Данст (Клодія), Антоніо Бандерас (Арман), Стівен Рі (Сантьяго), Крістіан Слейтер (Деніел Моллой) і Доміціана Джордано в ролі Мадлен.
Фільм має низку відмінностей від оригіналу, зокрема, повністю відсутня Бабетта і батько Лестата. Луї страждає не від самогубства брата, а через смерть дружини; Лестат не з'являється в Парижі після того, як Луї підпалив його в Новому Орлеані.